# Korskorrelation
Korskorrelation är inom signalbehandlingen ett mått på hur pass lika två signaler är. Det används bland annat för mönsterigenkänning och kryptering. Korskorrelationen mellan två funktioner, f och g, definieras som:
{\displaystyle (f\star g)(t)\ {\stackrel {\mathrm {def} }{=}}\int _{-\infty }^{\infty }f^{*}(\tau )\ g(t+\tau )\,d\tau }